# Matsumoto Kōshirō VII
Matsumoto Kōshirō VII (七代目 松本 幸四郎, Shichidaime Matsumoto Kōshirō), né le 12 mai 1870 à Tokyo - mort le 27 janvier 1949, est l'un des plus importants acteurs tachiyaku du genre kabuki du théâtre japonais, de l'ère Meiji (1868–1912) jusqu'à la fin des années 1940.

## Noms
Comme la plupart des acteurs kabuki, Kōshirō porte plusieurs noms de scène (gō) au cours de sa carrière. Membre de la guilde Kōraiya, il est souvent appelé de ce nom, particulièrement dans la pratique du yagō où le nom de la guilde d'un acteur est souvent crié en signe de joie ou d'encouragement durant une représentation. Suivant les pas de son père comme maître de danse traditionnelle, il porte le nom de scène Fujima Kan'emon III dans ce contexte. Lors de sa première apparition sur une scène kabuki, il prend le nom Ichikawa Kintarō et plus tard les noms Ichikawa Somegorō IV et Ichikawa Komazō VIII avant d'être reconnu comme le septième Matsumoto Kōshirō.

## Lignée
Fils du maître buyō (danse traditionnelle) Fujima Kan'emon II, il est adopté dans le monde du théâtre kabuki par Ichikawa Danjūrō IX qui devient alors son maître. Ses fils prennent les noms de scène Ichikawa Danjūrō XI, Matsumoto Kōshirō VIII et Onoe Shōroku II. Son gendre, Nakamura Jakuemon IV, est également acteur ainsi que nombre de ses petits-fils et arrière-petits-fils.

## Carrière
Il fait ses débuts sur scène en 1881 à l'âge de onze ans sous le nom Ichikawa Kintarō. En 1893, devenu Ichikawa Somegorō IV, il participe aux cérémonies d'inauguration du Meiji-za à Tokyo.
Il prend également part aux cérémonies d'ouverture du théâtre du jardin impérial en 1911 et adopte le nom Matsumoto Kōshirō lors de la cérémonie shūmei qui s'y tient seulement quelques mois plus tard. Avec l'onnagata Onoe Baikō VI et le wagotoshi Sawamura Sōjūrō VII, Kōshirō devient l'un des principaux acteurs de la troupe. Au cours des années suivantes, il se produit, souvent aux côtés de ces deux compatriotes, dans un certain nombre de représentations à Tokyo, Kyoto et Osaka, exploit rare pour un acteur kabuki. Cela est en grande partie dû aux différences entre les styles de jeu d'Edo (Tokyo) et de Kyoto-Osaka (Kamigata). Peu d'acteurs réussissent particulièrement à jouer dans les deux régions. Deux de ses rôles les plus courants dans cette période durant laquelle il joue dans plusieurs villes, sont ceux de Nikko Danjō dans Meiboku Sendai Hagi et le moine guerrier Benkei dans Kanjinchō. Bien que spécialiste des rôles masculins - et en particulier les rôles de guerriers aragoto comme Benkei -, Kōshirō interprète aussi occasionnellement des rôles féminins, comme celui de Dame Yoshio dans Meiboku Sendai Hagi.
Perpétuant le métier de son père véritable, Kōshirō devient chef de l'école de danse Fujima en 1917 et endosse le nom de son père et se fait dès lors appeler Fujima Kan'emon III. Il emploie ce nom lorsqu'il pratique la danse traditionnelle buyō mais continue à être connu sous le nom Kōshirō dans le monde du théâtre.
Kōshirō continue à se produire dans les trois grandes villes du Japon pendant la Seconde Guerre mondiale et fait sa dernière apparition sur scène en décembre 1948 au Shinbashi Enbujō à Tokyo.

## Source de la traduction
- (en) Cet article est partiellement ou en totalité issu de l’article de Wikipédia en anglais intitulé « Matsumoto Kōshirō VII » (voir la liste des auteurs).